# Partito Popolare Bavarese
Il Partito Popolare Bavarese (in tedesco Bayerische Volkspartei; BVP) fu un partito politico tedesco, inizialmente era il ramo bavarese del Partito di Centro Tedesco, un partito cattolico romano laico, che si staccò dal resto del partito nel novembre 1918 per perseguire un corso particolarista più conservatore e più identitario-bavarese. Il Partito Popolare Bavarese fu bandito il 4 luglio 1933 dal Partito Nazionalsocialista Tedesco dei Lavoratori, che era appena salito al potere.
Il partito mostrò tendenze monarchiche perché molti bavaresi non avevano mai accettato il rovesciamento del Casato di Wittelsbach nel 1918 e ci fu un periodo di quasi separatismo nei primi anni 1920, culminato nella riluttanza di Gustav von Kahr a attenersi alle decisioni di Berlino durante la crisi autunnale del 1923. Questa situazione finì solo con lo shock del putsch di Monaco di Adolf Hitler. In seguito alla creazione di una situazione più stabile in tutta la Germania, il partito si avvicinò a una linea più moderata sotto la guida del Ministerpräsident Heinrich Held e del presidente del partito Fritz Schäffer.

## Il partito
In un contesto in cui la Bayerische Patriotenpartei aveva già giocato un ruolo speciale durante l'Impero tedesco, i membri principali del Centro bavarese intorno a Georg Heim fondarono il BVP a Ratisbona nel novembre 1918 come partito bavarese del cattolicesimo politico. I fattori decisivi furono, da un lato, l'enfasi sul federalismo in contrasto con il Centro, il quale, sotto l'influenza di Erzberger era chiaramente di tendenza unitaria, e, dall'altro, l'atteggiamento chiaramente più conservatore - anche nella valutazione della rivoluzione di novembre. Il BVP rappresentava soprattutto gli interessi delle classi medie possidenti e di parti dell'industria.

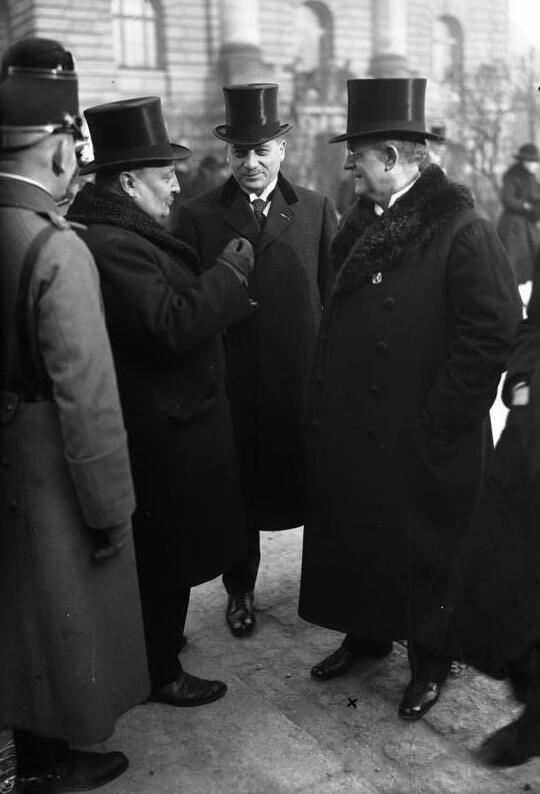
Heinrich Held con Friedrich Ebert nel gennaio 1925.

Durante la Repubblica di Weimar, il BVP era sempre il partito più popolare in Baviera e il partito con il maggior numero di seggi nel Landtag della Baviera: il BVP infatti fu il partito più eletto in tutte e cinque le elezioni statali bavaresi (inizio 1919, giugno 1920, aprile/maggio 1924, maggio 1928 e aprile 1932) e fu rappresentato in tutti i governi statali. Con Hugo Graf von und zu Lerchenfeld auf Köfering und Schönberg, Eugen Ritter von Knilling ed Heinrich Held, essa diede il Ministerpräsident tre volte. Il BVP tentò di emarginare la SPD nella politica bavarese; la sua frangia di destra mostrò chiare simpatie per gli sforzi antirepubblicani.
A livello del Reich, il BVP e il Zentrum formarono un'alleanza elettorale per l'elezione all'Assemblea nazionale tedesca del 1919 ed ebbero anche un gruppo parlamentare congiunto fino al 1920. In seguito, la relazione tra i Schwesterpartei ("partiti fratelli") si deteriorò, il che si manifestò, tra le altre cose, nelle rispettive "candidature competitive" alle elezioni. nelleelezioni presidenziali tedesche del 1925 il BVP, in contrasto con il Zentrum, apparteneva al "Reichsblock", che sosteneva l'elezione di Paul von Hindenburg come presidente del Reich. Nel secondo turno delle suddette elezioni, i principali contendenti furono Paul von Hindenburg e Wilhelm Marx. Se il BVP o il Partito Comunista (KPD), che presentò Ernst Thälmann al secondo turno, avessero sostenuto Marx, sarebbe diventato presidente al posto dell'anziano von Hindenburg, morto nel 1934 e a cui succedette Hitler.
A partire dal 1927 ci fu di nuovo un riavvicinamento. Il BVP partecipò a vari governi e fornì ministri nei gabinetti Cuno 1922, Marx I 1923, Luther I 1925, Luther II 1926, Marx III 1926, Marx IV 1927, Müller II 1928, Brüning I 1930 e Brüning II 1931. Karl Stingl, per esempio, servì come Reichspostminister in diversi gabinetti. Inoltre, Erich Emminger fu Reichsjustizminister (1923-24) e Georg Schätzel (1927-32) Reichspostminister.
Nelle elezioni statali tenutesi in Baviera tra il 1919 e il 1932, il BVP ottenne risultati tra il 31,6% e il 39,4%. A livello del Reich, cioè nelle elezioni del Reichstag tra il 1920 e il 1932, il BVP ricevette tra il 3,0 e il 4,4% dei voti elettorali. La forte ascesa del NSDAP, che iniziò nel 1930, non influenzò il BVP nella stessa misura di altri partiti borghesi (ad esempio DNVP, DVP, DStP), dal momento che aveva un elettorato cattolico rurale di base con solide strutture di ambiente che si dimostrarono ampiamente resistenti al nascente movimento nazionalsocialista. Heinrich Himmler, che era membro dal 1919, si dimise dal BVP nel 1923.
Dopo la Machtergreifung da parte del NSDAP, anche il governo bavarese fu "messo in riga" (Gleichschaltung) il 10 aprile 1933. Il BVP, privato di ogni possibilità di azione, si sciolse il 4 luglio 1933.
L'unità paramilitare in uniforme del Partito Popolare Bavarese era la Bayernwacht.

## Partiti successori
Il partito può essere visto come un precursore dell'Unione Cristiano-Sociale in Baviera (CSU), ma assieme alla CSU anche il partito bavarese che ha membri eletti nei consigli comunali in alcune regioni bavaresi e il partito del centro bavarese sono stati anche rifondati dopo la seconda guerra mondiale e rivendicano esplicitamente l'eredità storica della BVP.